# Nicolaus Bachmann

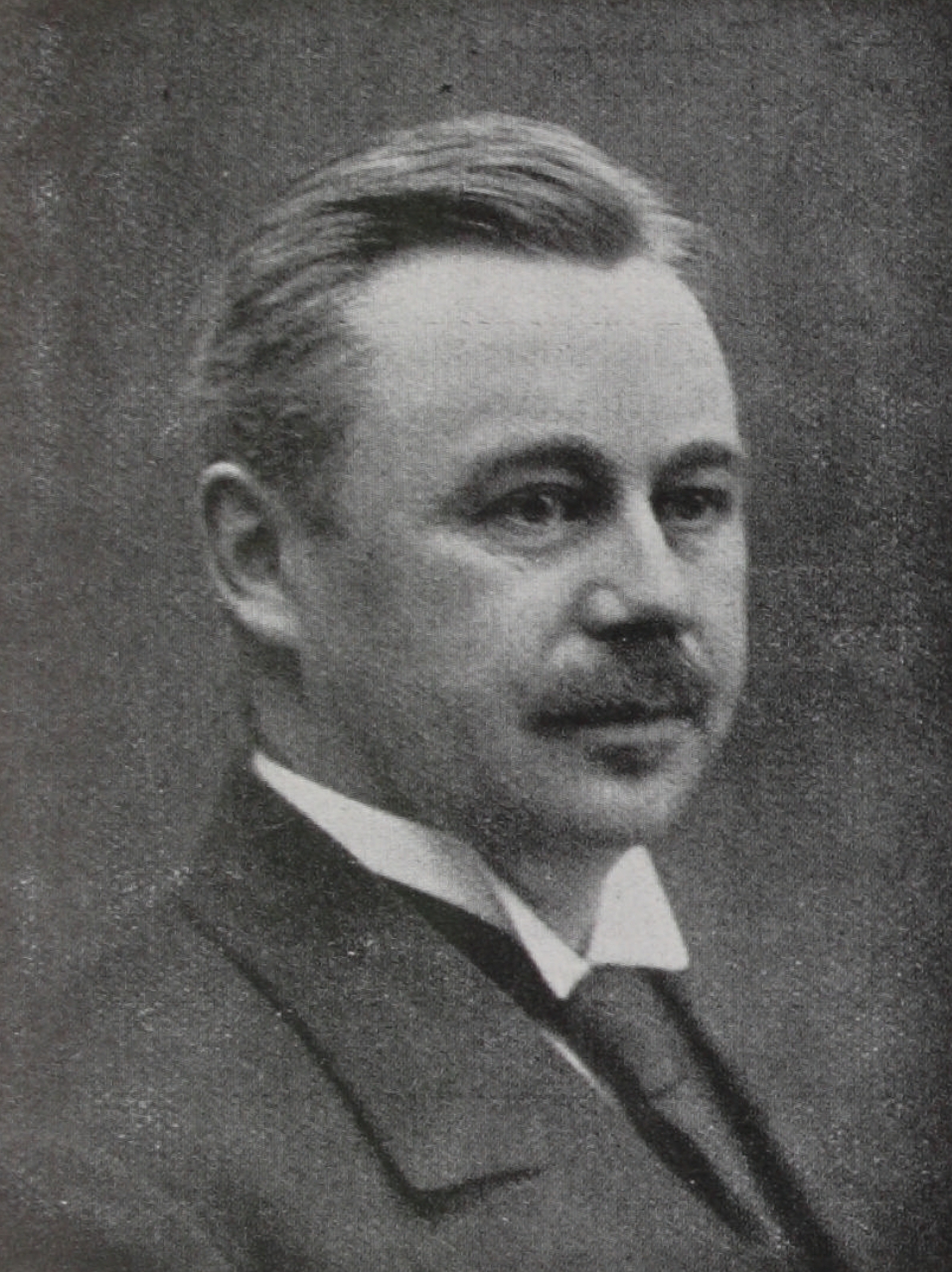
Nicolaus Bachmann

Nicolaus Bachmann (* 17. November 1865 in Heide, Herzogtum Holstein; † 10. Februar 1962 ebenda) war ein deutscher Maler und Bildhauer. 

## Leben

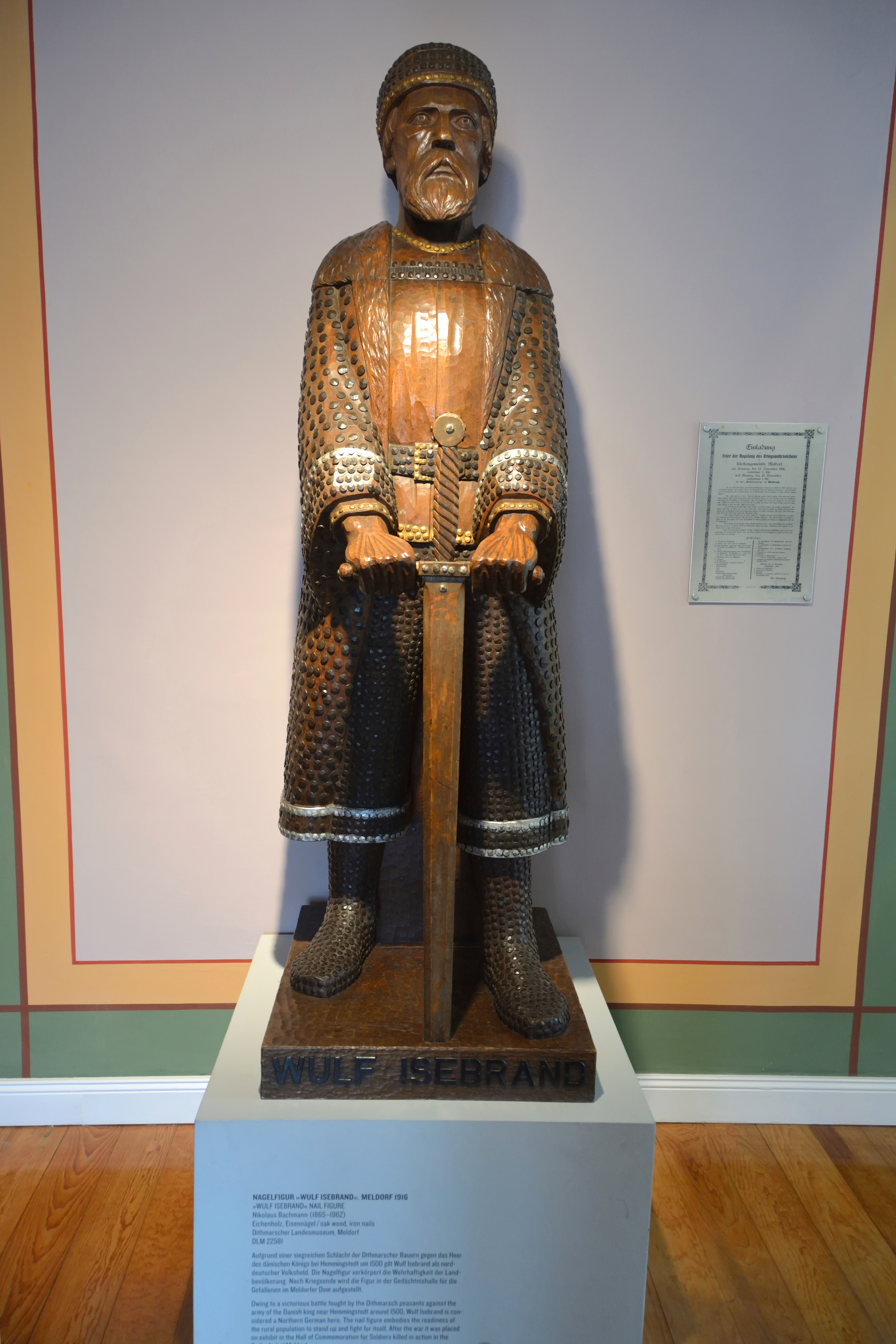
Wulf Isebrand von Bachmann

Nikolaus Bachmann war das jüngste von fünf Kindern eines ambulanten Käsehändlers in Heide. Nach dem Besuch der Kunstgewerbeschule in Hamburg studierte er von 1888 bis 1891 an den Akademien in Dresden bei dem Landschaftsmaler Friedrich Preller und dem Porträtmaler Leon Pohle. Unterbrochen wurde das Studium in Dresden durch ein Semester bei Leopold von Kalckreuth an der Großherzoglich-Sächsischen Kunstschule Weimar. 1891 ging Bachmann zunächst an die Kunstgewerbeschule nach Berlin und wechselte 1892 an die dortige Kunstakademie, wo er bei Hugo Vogel Malerei und Ernst Herter, Gerhard Janesch (1860–1933) und Peter Breuer Bildhauerei studierte. 1892 unternahm er eine Studienreise nach Kopenhagen. Als Porträtmaler sorgte er 1893 erstmals mit einem Bildnis von Klaus Groth für Aufsehen, das in Kiel, Dresden, Breslau und Berlin ausgestellt war. Im Frühjahr 1893 ging er für ein Jahr an die Académie Julian in Paris, wo er Schüler von Jules Lefebvre und Tony Robert-Fleury war. Im Februar 1894 war er im Salon mit dem Gemälde Frühmesse in Dinant vertreten.
Seit Juni 1894 hielt sich Bachmann in Hamburg auf, im Herbst 1895 wurde er in Berlin ansässig. Er wurde Mitglied im Verein Berliner Künstler und verkehrte insbesondere mit Franz Stassen und August von Brandis. Auf Empfehlung von Klaus Groth führte der Schriftsteller Hermann Grimm ihn in das Berliner Geistesleben ein. Eine Ausstellung seiner Werke in der Kunsthandlung Amsel & Ruthardt erweckte das Interesse von Kaiserin Auguste Viktoria und ihres Bruders, Herzog Ernst Günther, der den Maler 1896 auf Schloss Primkenau in Schlesien einlud, wo er nicht nur ein Porträt des Herzogs, sondern auch das seines bereits verstorbenen Vaters, Herzog Friedrich VIII. von Augustenburg, malte. Bei einer Einladung in das Neue Palais in Potsdam begegnete er Prinzessin Fedora, von der er ein Pastell anfertigte.
Im Februar 1897 veranstaltete der Kunstsalon von Schulte, Unter den Linden, eine Ausstellung seiner Porträts, darunter neben den Bildnissen für den Kaiserhof die Porträts der Berliner Professoren Friedrich Paulsen und Julius Kaftan. 1902 porträtierte Bachmann den bis dahin völlig unbekannten Schriftsteller Gustav Frenssen, der mit seinem Bestseller Jörn Uhl über Nacht sensationellen Erfolg hatte. Als Frenssen das Werk auf einer Ausstellung in Berlin zum ersten Mal sah, war er entsetzt und untersagte dem Künstler jede weitere Ausstellung und Reproduktion. Offenbar gelangte das Bild in den Besitz von Prinzessin Fedora und nach deren Tod in den Besitz der Kaiserin, die es Frenssen weitergab, der das Bild vermutlich vernichtet hat.
In Berlin war Bachmann Stammgast im legendären Café Bauer, das im luxuriösen Stil der Belle Époque eingerichtet war. Bachmann war mit mehreren Zeichnungen aus dem Café Bauer auf der 12. Kunstausstellung der Berliner Sezession vertreten. Bis zum Ausbruch des Ersten Weltkrieges unternahm Bachmann Studienreisen in fast alle europäischen Länder.
Im Ersten Weltkrieg war er Kriegsmaler an der Westfront, wo er dem Schriftsteller Richard Dehmel begegnete, der sich von ihm ein Bild erbat. Bis zum Kriegsende schuf Bachmann mehr als 500 Studien von der Front, die er nach Kriegsende zu einigen großformatigen Kriegsbildern verarbeitete. Eine martialische überlebensgroße Bronzefigur eines Frontkämpfers zierte das Geschäftshaus der Westholsteinischen Bank in Heide.
In den 1930er Jahren beschäftigte sich Bachmann über sehr lange Zeit mit einem Großformat Die letzte Fehde, eine Schlacht im Jahr 1559, in der die Dithmarscher ihre Unabhängigkeit gegenüber der dänischen Krone verloren.
Als Landschaftsmaler begann Bachmann seit 1890 mit einer systematischen Bestandsaufnahme heimischer Landschaftsmotive in Dithmarschen (zumeist im Format 13 × 22 cm), die Grundlage waren für alle späteren Landschaftsgemälde.
Seine Karriere als Porträtmaler begann er 1893 mit einem Porträt seines engeren Landsmanns Klaus Groth. 
1938 war Nicolaus Bachmann auf der Großen Deutschen Kunstausstellung in München mit dem weiblichen Porträt der „Wieten Penn“ vertreten.
Bei den Luftangriffen der Alliierten wurde sein Atelier mit allen dort befindlichen Werken 1943 vernichtet. Nach dem Krieg unternahm er Studienreisen nach Spanien, Italien und in die USA. Er starb mit 96 Jahren.

## Werke
- Vor der Hamburger Börse, 1894, Öl auf Leinwand. Volkshochschule Heide
- Laterne, Laterne, Öl auf Leinwand, Museum Heide.
- Porträt Oberbürgermeister Paul Fuß, Rathaus der Stadt Kiel
- Büste Friedrich Hebbel für das Denkmal in Wesselburen, 1913
- Porträt Kaiser Wilhelm II, 1913/14. Öl auf Leinwand, Museum Heide
- Wulf Isebrandt, 1916, Kriegsnagelung, Dithmarscher Landesmuseum, Meldorf

## Ehrungen
- Ehrenbürger von Heide (Holstein)
- Bundesverdienstkreuz 1. Klasse (14. April 1954)[2]
- Lornsen-Kette des Schleswig-Holsteinischen Heimatbundes (1955)[3]